# E3 Saxo Bank Classic 2021
La 63.ª edición de la clásica ciclista E3 Saxo Bank Classic fue una carrera en Bélgica que se celebró el 26 de marzo de 2021 sobre un recorrido de 203,9 kilómetros con inicio y final en la ciudad de Harelbeke. 
La carrera forma parte del UCI WorldTour 2021, calendario ciclístico de máximo nivel mundial, siendo la novena carrera de dicho circuito y fue ganada por el danés Kasper Asgreen del Deceuninck-Quick Step. Completaron el podio, como segundo y tercer clasificado, el francés Florian Sénéchal, compañero de equipo del vencedor, y el neerlandés Mathieu van der Poel del Alpecin-Fenix.

## Recorrido
La E3 Harelbeke dispuso de un recorrido total de 203,9 kilómetros.

## Equipos participantes
Tomaron parte en la carrera 24 equipos: 18 de categoría UCI WorldTeam, ya que el Bora-Hansgrohe fue baja de última hora por un positivo en COVID-19, y 6 de categoría UCI ProTeam. Formaron así un pelotón de 168 ciclistas de los que acabaron 101. Los equipos participantes fueron:
| WorldTeams (19)- AG2R Citroën Team - Astana-Premier Tech - Bahrain Victorious - Cofidis - Deceuninck-Quick Step - EF Education-Nippo - Groupama-FDJ - Ineos Grenadiers - Intermarché-Wanty-Gobert Matériaux - Israel Start-Up Nation - Jumbo-Visma - Lotto Soudal - Movistar Team - Team BikeExchange - Team DSM - Qhubeka Assos - Trek-Segafredo - UAE Team Emirates - Bora-Hansgrohe ProTeams (6)- Alpecin-Fenix - Arkéa-Samsic - Bingoal Pauwels Sauces WB - Sport Vlaanderen-Baloise - Total Direct Énergie - Uno-X Pro Cycling Team |
| |

## Clasificaciones finales
- Las clasificaciones finalizaron de la siguiente forma:[4]

| \| Clasificación general \| Clasificación general \| Clasificación general \| Clasificación general \| Clasificación general \| \| Ciclista \| Ciclista \| Equipo \| Tiempo \| \| \| --------------------- \| --------------------- \| ---------------------- \| --------------------- \| --------------------- \| \| 1.º \| Kasper Asgreen \| Deceuninck-Quick Step \| 4 h 42 min 56 s \| \| \| 2.º \| Florian Sénéchal \| Deceuninck-Quick Step \| + 32 s \| \| \| 3.º \| Mathieu van der Poel \| Alpecin-Fenix \| + 32 s \| \| \| 4.º \| Oliver Naesen \| AG2R Citroën Team \| + 32 s \| \| \| 5.º \| Zdeněk Štybar \| Deceuninck-Quick Step \| + 32 s \| \| \| 6.º \| Greg Van Avermaet \| AG2R Citroën Team \| + 32 s \| \| \| 7.º \| Dylan van Baarle \| Ineos Grenadiers \| + 32 s \| \| \| 8.º \| Markus Hoelgaard \| Uno-X Pro Cycling Team \| + 1 min 28 s \| \| \| 9.º \| Gianni Vermeersch \| Alpecin-Fenix \| + 1 min 30 s \| \| \| 10.º \| Marco Haller \| Bahrain Victorious \| + 1 min 30 s \| \| |                      |                        |                 |
| |                      |                        |                 |
| Fuente: ProCyclingStats |                      |                        |                 |
| Clasificación general |                      |                        |                 |
| Ciclista | Ciclista             | Equipo                 | Tiempo          |
| 1.º | Kasper Asgreen       | Deceuninck-Quick Step  | 4 h 42 min 56 s |
| 2.º | Florian Sénéchal     | Deceuninck-Quick Step  | + 32 s          |
| 3.º | Mathieu van der Poel | Alpecin-Fenix          | + 32 s          |
| 4.º | Oliver Naesen        | AG2R Citroën Team      | + 32 s          |
| 5.º | Zdeněk Štybar        | Deceuninck-Quick Step  | + 32 s          |
| 6.º | Greg Van Avermaet    | AG2R Citroën Team      | + 32 s          |
| 7.º | Dylan van Baarle     | Ineos Grenadiers       | + 32 s          |
| 8.º | Markus Hoelgaard     | Uno-X Pro Cycling Team | + 1 min 28 s    |
| 9.º | Gianni Vermeersch    | Alpecin-Fenix          | + 1 min 30 s    |
| 10.º | Marco Haller         | Bahrain Victorious     | + 1 min 30 s    |

## Ciclistas participantes y posiciones finales
Convenciones:
- AB: Abandono
- FLT: Retiro por llegada fuera del límite de tiempo
- NTS: No tomó la salida
- DES: Descalificado o expulsado

## UCI World Ranking
La E3 Saxo Bank Classic otorgó puntos para el UCI World Ranking para corredores de los equipos en las categorías UCI WorldTeam, UCI ProTeam y Continental. Las siguientes tablas muestran el baremo de puntuación y los 10 corredores que obtuvieron más puntos:
| Posición   | 1.º | 2.º | 3.º | 4.º | 5.º | 6.º | 7.º | 8.º | 9.º | 10.º | 11.º | 12.º | 13.º | 14.º | 15.º | 16.º-20.º | 21.º-30.º | 31.º-50.º | 51.º-55.º | 56.º-60.º |
| Puntuación | 400 | 320 | 260 | 220 | 180 | 140 | 120 | 100 | 80  | 68   | 56   | 48   | 40   | 32   | 28   | 24        | 16        | 8         | 4         | 2         |

| Clasificación |                      |                       |        |
| Posición      | Ciclista             | Equipo                | Puntos |
| ------------- | -------------------- | --------------------- | ------ |
| 1.º           | Kasper Asgreen       | Deceuninck-Quick Step | 400    |
| 2.º           | Florian Sénéchal     | Deceuninck-Quick Step | 320    |
| 3.º           | Mathieu van der Poel | Alpecin-Fenix         | 260    |
| 4.º           | Oliver Naesen        | AG2R Citroën          | 220    |
| 5.º           | Zdeněk Štybar        | Deceuninck-Quick Step | 180    |
| 6.º           | Greg Van Avermaet    | AG2R Citroën          | 140    |
| 7.º           | Dylan van Baarle     | INEOS Grenadiers      | 120    |
| 8.º           | Markus Hoelgaard     | Uno-X                 | 100    |
| 9.º           | Gianni Vermeersch    | Alpecin-Fenix         | 80     |
| 10.º          | Marco Haller         | Bahrain Victorious    | 68     |